# 大藪拓
大藪拓（1月30日—）为一名日本贝斯手及唱片技术师。

## 来历
作为三枝夕夏IN db的贝斯手活动，其他的，也因为工程师的才能而活动，更多的参与了音乐家的录音。
同时作为Manipulator，在倉木麻衣、愛内里菜等一线活动歌手的LIVE上，更多的参加了幕后乐队。作为Manipulator参加的主要LIVE有，ZARD「What a beautiful moment Tour」、稲葉浩志「稲葉浩志 LIVE 2004 ～en～」、倉木麻衣・GARNET CROW的全部TOUR（2007年到现在）。